# Hasenfeld
Hasenfeld is een plaats in de Duitse gemeente Heimbach (Eifel), deelstaat Noordrijn-Westfalen, en telt 1100 inwoners.